# Тисячоликий герой
«Тисячоликий герой» (англ. The Hero with a Thousand Faces) — книга американського міфолога та релігієзнавця Джозефа Кемпбелла з порівняльної міфології, який аналізує міфи різних культур і пропонує поняття мономіфу, що описує загальну сюжетну структуру не тільки міфів, а й фольклору та художніх творів. Вперше видана в 1949 році.
У 2011 році журнал Time розмістив книгу у своєму списку 100 найкращих і найвпливовіших книг, написаних англійською мовою з 1923 року.
Книгу перекладено понад 20 мовами. Її використовують у своїх працях і дослідженнях учені в царинах антропології, історії релігії, літератури тощо. Книга слугує допоміжним матеріалом для професорів, митців, авторів, фільмотворців, виробників ігор, складачів пісень і для інших зацікавлених читачів.

## Основні ідеї
Пролог. Пишучи цю книгу, Кемпбелл спирався на теорії Фрейда, Юнга, Арнольда Ван Геннепа, а також дослідження етнографів Джеймса Джорджа Фрезера і Франца Боаса й психолога Отто Ранка. Кемпбелл, досліджуючи міфи, казки та легенди народів світу, прийшов до висновку, що більшість цих оповідей спираються на спільну сюжетну структуру, яку він назвав мономіфом. На думку Кемпбелла, міфи та сни діють за однаковою логікою; стародавня людина бачила світ наяву таким, яким сучасна людина бачить його у снах. Людина завжди прагне побачити світ цілісним і зрозумілим їй, тож загальнолюдські архетипові образи отримують у кожній культурі локальні, зрозумілі саме в цій культурі деталі. Загальна схема мономіфу містить три акти: виправа з відомого світу, ініціація в світі невідомого, повернення до відомого світу.
Мандрівка героя. Суть мономіфу полягає в тому, що герой спершу живе в світі, що явно чи неявно потерпає від певного недоліку. Людина зростає у світі суперечностей, ба навіть народжується вже з ними. Саме лише народження вже є травмою, адже особа опиняється відірваною від материнського тіла. Постать матері має ключове місце, це може бути матір-захисниця, годувальниця, але також зла матір, яка покидає свою дитину, нехтує нею. Брак материнської уваги та поява в стосунках матері й дитини батька лежать в основі Едіпового комплексу. Воз'єднатися з матір'ю та подолати батька — прагнення кожної дитини. Матір постає в культурі Великою Матір'ю (матір богів, Земля-мати), але усвідомлення потягу до неї реалізує образ жінки-спокусниці (чарівниці, відьми, фатальної жінки). В пошуках дитячого благоденства герой усвідомлює неповноту своїх сил. В якій-небудь формі він стає андрогіном — поєднує чоловіче та жіноче, для чого йому потрібно подолати ворога, під образом якого (дракон, тиран) криється постать батька. Завдяки цьому герой розуміє двоїстість світу, в якому протилежності насправді є різними сторонами тих самих явищ. Герой осягає єдність не просто з матір'ю, а з самим світом. Здобувши розуміння, герой може лишитися в благоденстві, а може повернутися в світ людей, які не володіють іще тим самим знанням. Вирішивши повернутись, герой ділиться часткою своїх здобутків з іншими, а сам зберігає нове бачення світу, що стає для нього зрозумілим і несуперечливим.
Космогонічний цикл. Тут Кемпбелл розглядає модифікації архетипових образів, особливо звертаючи увагу на постаті матері та героя. Він робить висновок, що герой сучасності йде тим же шляхом, що герой давнини, проте його мета інша. Колись герой здійснював подвиги, керуючись потребами спільноти, що живе в оточенні природи. Тепер же спільнота керується потребами індивіда. Колись таємницею поставала природа, а в наш час — сама людина.

## Вплив
У книзі «Шляхи до блаженства: Міфологія та особиста трансформація», книзі, що ґрунтується на пізніх лекціях та семінарах Кемпбелла, він розповідає про митців та мономіф:
Митці - магічні помічники. Викликаючи символи та мотиви, які пов'язують нас із нашою глибинною сутністю, вони можуть допомогти нам у героїчній подорожі нашим власним життям. [...]
Митець покликаний поєднати предмети цього світу таким чином, щоб через них ви відчули те світло, те сяйво, яке є світлом нашої свідомості і яке всі речі як приховують, так і, при правильному погляді, виявляють. Подорож героя є одним з універсальних патернів, через який це сяйво яскраво проявляється. Я вважаю, що хороше життя - це одна подорож героя за іншою. Знову і знову тебе кличуть у царство пригод, кличуть до нових горизонтів. Щоразу виникає одна й та ж проблема: чи наважуся я? А якщо наважишся, то небезпеки існують, і допомога також, і успіх або фіаско. Завжди є ймовірність фіаско.

Але є також можливість благословення.
На основних ідеях, викладених у книзі, голлівудський продюсер Крістофер Воглер написав у 1992 році методичку для сценаристів «Подорож письменника», яка вплинула на сценарії багатьох фільмів, зокрема студії Walt Disney.
Американський режисер, автор франшизи «Зоряні війни» Джордж Лукас після виходу першого фільму (1970-ті) зазначив, що його сюжет базується на ідеях Дж. Кемпбелла, представлених у книзі «Тисячоликий герой».
Ідеї мономіфу вплинули на створення відеоігор. У більшості з них найважливішим елементом є «гравець» або герой, який проходить шлях культурного героя з мономіфу.
Поняття подорожі культурного героя використовується для структурування сюжетів популярної літератури, такої як «Гаррі Поттер» Джоан К. Роулінг, «Голодні ігри» Сюзанни Коллінз та «Володар перснів» Джона Р. Р. Толкіна.
Джозеф Кемпбелл досліджував також архетипи героїнь. Книгу «Богині. Таємниця жіночої божественності», засновану на лекціях 1960-1980-х років, видали 2013 року під редакцією Сафрон Россі. Американська літературознавиця та фольклористка Марія Татар згодом видала дослідження «Тисячолика героїня» в 2021 з метою доповнити працю Кемпбелла, який приділив мало уваги жінкам у своїй найвідомішій книзі.

## Історія видань
Спочатку книга була опублікована Фондом Боллінґена у видавництві «Пантеон Прес» як сімнадцята книга в серії «Боллінґен». Ця серія перейшла до видавництва Прінстонського університету, яке публікувало книгу протягом 2006 року. Вперше виданий у 1949 році і перероблений Кемпбеллом у 1968 році, «Тисячоликий герой» неодноразово перевидавався. Перевидання, видані після виходу «Зоряних воєн» у 1977 році, використовували зображення Марка Хемілла в ролі Люка Скайуокера на обкладинці. Друге видання вийшло ювілейним накладом у 2004 році з нагоди сторіччя від дня народження Кемпбелла та заснування видавництва з передмовою Кларисси Пінкола Естес.
Третє видання, упорядковане Фондом Джозефа Кемпбелла і опубліковане Бібліотекою Нового Світу, вийшло дванадцятим у серії «Зібрання творів Джозефа Кемпбелла» у липні 2008 року.
«Тисячоликий герой» був перекладений більш ніж двадцятьма мовами, включаючи іспанську, португальську, французьку, німецьку, італійську, японську, корейську, китайську (спрощену і традиційну), турецьку, голландську, грецьку, данську, норвезьку, перську, польську, румунську, чеську, хорватську, сербську, словенську, російську, угорську, болгарську та іврит, і розійшовся накладом понад мільйон примірників по всьому світу.

## Переклади українською
- Джозеф Кемпбелл. Герой із тисячею облич, Київ: Видавничий дім «Альтернативи», 1999 рік, ISBN 966-7217-36-1, 392 ст.[11]
  - (передрук) Джозеф Кемпбелл. Тисячоликий герой. Переклад з англ.: Олександр Мокровольський. Львів: Terra incognita. 2020. 416 стор. ISBN 978-617-7646-26-5